# Eusébio de Cesareia
Eusébio de Cesareia (ca. 265 – Cesareia Marítima, 30 de maio de 339) (chamado também de Eusebius Pamphili, "Eusébio amigo de Pânfilo") foi bispo de Cesareia e é referido como o "pai da história da Igreja", porque os seus escritos históricos são de suma importância para o conhecimento do cristianismo primitivo — é considerado o primeiro historiador do cristianismo. O seu nome está ligado a uma crença curiosa sobre uma suposta correspondência entre o rei de Edessa, Abgar e Jesus Cristo. Eusébio teria encontrado as cartas e, inclusive, as copiado para a sua História Eclesiástica.

## Vida
A data e o local exacto do seu nascimento são incertos e pouco se sabe da sua juventude. Conheceu o presbítero Doroteu de Tiro em Antioquia e, provavelmente recebeu dele instrução exegética. Em 296, estando na Palestina, viu Constantino I, que visitava essa província com Diocleciano. Estava em Cesareia quando Agápio era, aí, bispo. Tornou-se amigo de Pânfilo de Cesareia, com quem teria estudado a Bíblia, com a ajuda da Hexapla de Orígenes e de comentários compilados por Pânfilo, na tentativa de escrever uma versão crítica do Antigo Testamento.
Em 307, Pânfilo foi preso, mas Eusébio continuou o projecto que com ele tinha começado. O resultado foi uma apologia de Orígenes, terminada por Eusébio depois da morte de Pânfilo, que foi enviada aos mártires na minas de Feno, no Egito. Parece que, depois, se retirou para Tiro e, mais tarde para o Egito, onde sofreu, pela primeira vez, perseguição. A acusação de que obteve a sua liberdade sacrificando aos deuses pagãos parece ser infundada.
Voltamos a ouvir falar de Eusébio como bispo de Cesareia Marítima. Sucedeu a Agápio, não se sabe bem quando mas, de qualquer forma, terá sido pouco depois de 313. Pouco se sabe dos primeiros tempos do seu bispado. No entanto, com o início da controvérsia ariana, toma, subitamente um lugar de destaque. Ário pediu-lhe protecção. Por uma carta que Eusébio escreveu a Alexandre, é evidente que não negou refúgio ao presbítero exilado. Quando o Primeiro Concílio de Niceia se reuniu, em 325, teve algum protagonismo. Nem era um líder nato, nem sequer um pensador profundo, mas como homem bastante instruído e autor famoso, caído nas graças do imperador, acabou por salientar-se entre os mais de 300 membros que reuniram no concílio. Tomando uma posição moderada na controvérsia, apresentou o símbolo (credo) baptismal de Cesareia que acabou por se tornar a base do Credo niceno. No final do concílio, Eusébio subscreveu os seus decretos.
A controvérsia ariana continuou, não obstante a realização do concílio. Eusébio manteve-se envolvido na questão. Por exemplo, entrou em disputa com Eustácio de Antioquia, que se opunha à crescente aceitação das teorias de Orígenes e, em especial, por este ter praticado uma exegese alegórica das escrituras, o que interpretava como sendo a origem teológica do arianismo (veja Escola de Antioquia). Eusébio, admirador de Orígenes, foi repreendido por Eustácio que o acusou de se afastar da fé de Niceia. Eusébio retorquiu, acusando Eustácio de seguir ideias sabelianas. Eustácio foi acusado, condenado e deposto num sínodo, em Antioquia. Grande parte do povo de Antioquia rebelou-se contra esta decisão eclesiástica, enquanto os anti-eustacianos propunham Eusébio como novo bispo. Ele recusou a oferta.
Depois de Eustácio ter sido afastado, os eusebianos viraram-se contra Atanásio de Alexandria, um oponente muito mais perigoso. Em 334, Atanásio foi intimado a comparecer frente a um sínodo em Cesareia. Ele não compareceu. No ano seguinte, convocou-se outro sínodo em Tiro (Concílio de Tiro), presidido por Eusébio. Atanásio, prevendo o resultado, dirigiu-se a Constantinopla, onde apresentou a sua causa ao imperador. Constantino convocou os bispos para a sua corte, entre os quais, Eusébio. Atanásio foi condenado ao exílio no final de 335. Nesse mesmo sínodo, outro oponente era atacado com sucesso. Marcelo de Ancira há muito que lutava contra os eusebianos, protestando contra a reabilitação de Ário. Acusado de sabelianismo, foi deposto em 336. Constantino morreu no ano seguinte. Eusébio não sobreviveu mais tempo. Morreu (provavelmente em Cesareia), em 340, o mais tardar, sendo provável que tenha morrido a 30 de maio de 339.

## Obras
Da extensa actividade literária de Eusébio, uma relativamente grande parte foi preservada. Ainda que a posteridade tenha suspeitado dele como ariano, o seu método de escrita tornou-o indispensável; a utilização de excertos cuidadosamente íntegros nas suas citações poupou muito trabalho de pesquisa aos leitores futuros. As suas obras, tornadas de referência, foram deste modo preservadas.
As obras literárias de Eusébio reflectem o curso da sua vida. No início, dedicou-se à crítica dos textos bíblicos, sob a influência de Pânfilo de Cesareia e, provavelmente, de Doroteu, da escola de Antioquia. Com as perseguições de Diocleciano e de Galério, dirigiu o seu interesse para os mártires (tanto os da sua época, como os anteriores). Esse interesse levou-o a escrever, praticamente, uma história da Igreja e, mesmo, uma história universal, que, segundo o ponto de vista de Eusébio, seria apenas a base para a história eclesiástica. Nota-se, pois, que para Eusébio, a Igreja aparece como sendo o motor da História da Humanidade.
Com as controvérsias arianas, o interesse de Eusébio passou para as questões dogmáticas. A cristandade era finalmente reconhecida pelo Estado. Isso trouxe, não obstante, novos problemas. Apologias diferentes das anteriores tornavam-se necessárias. Por fim, Eusébio, no seu papel de teólogo da corte imperial, escreve panegíricos hiperbólicos dedicados ao imperador cristão. A todas estas actividades, há a acrescentar muitos outros textos de natureza diversa, em que ressalta a sua correspondência, para além de trabalhos exegéticos onde se incluem comentários e tratados sobre arqueologia bíblica que se estendem durante todo o período da sua vida literária, fazendo fé daquilo por que Eusébio viria a ser reconhecido por quase todos, independentemente da opinião teológica que professassem: a sua larga erudição.

## Obras que versam a crítica bíblica
Pânfilo de Cesareia e Eusébio ocuparam-se, em conjunto, da leitura crítica das escrituras tal como eram apresentadas na versão da Bíblia conhecida como a "Septuaginta". Dedicaram-se ao estudo do Antigo Testamento, ainda que se debruçassem especialmente sobre o Novo Testamento. Efectivamente, parece que um dos manuscritos da Septuaginta, preparado por Orígenes, terá sido trabalhado e revisto pelos dois, a crer em Jerónimo.
Para facilitar a pesquisa dos textos evangélicos, Eusébio dividiu a versão das escrituras que tinha em seu poder em parágrafos que remetiam para uma tabela sinóptica, de forma a encontrar os pericópios que se referissem mutuamente.

## A "Crónica"

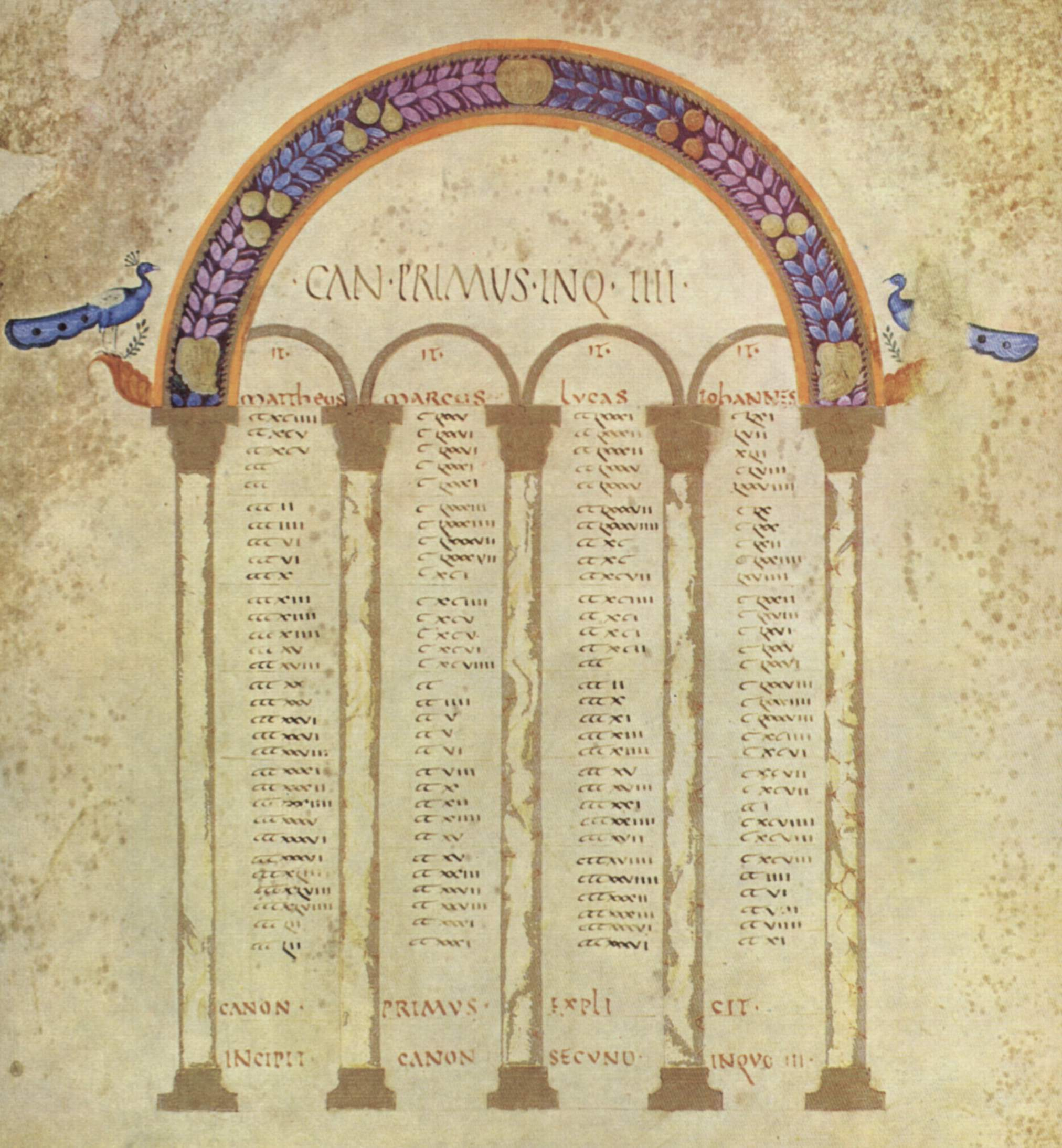
Tábuas de concordância entre os Evangelhos, de acordo com Eusébio de Cesareia

As duas grandes obras históricas de Eusébio são a "Crónica" e a "História da Igreja". A primeira (em grego, "Pantodape historia", ou seja, "História Universal") é dividida em duas partes. A primeira, (em grego: Cronografia, ou seja Anais ou cronologia), pretende ser um compêndio de história universal, organizada segundo as diversas nações, recorrendo às fontes históricas que Eusébio pesquisou arduamente. A segunda parte, (em grego, "Chronikoi kanones", ou seja, "Cânones cronológicos") tenta estabelecer sincronismos do material histórico em colunas paralelas. É um dos exemplos mais antigos do que é frequente, hoje em dia, nas obras de referência, como enciclopédias, onde os frisos cronológicos se tornaram um instrumento de trabalho e consulta.
O trabalho original, no seu todo, está perdido. Pode, porém, ser reconstruído a partir dos excertos copiados, com incansável diligência, pelos cronologistas da escola Bizantina, especialmente Jorge Sincelo. As tábuas cronológicas da segunda parte foram totalmente preservadas numa tradução em latim feita por Jerónimo, e as duas partes existem ainda numa tradução em arménio, ainda que o seu valor seja discutível devido às alterações em relação ao original que poderão ter sido feitas pelos tradutores. A "Crónica", tal como a conhecemos, estende-se até ao ano de 325. Foi escrita antes da "História da Igreja".

## A "História da Igreja"
Na sua "História da Igreja" ou "História Eclesiástica", Eusébio tentou, de acordo com as suas próprias palavras (I, i.1), apresentar a história da Igreja desde os apóstolos (história essa referida nos "Actos dos Apóstolos") até ao seu próprio tempo, tendo em conta os seguintes aspectos:
(1) a sucessão dos bispos nas Sés principais;
(2) a história dos Doutores da Igreja;
(3) a história das heresias;
(4) a história dos judeus;
(5) as relações com os pagãos;
(6) o martirológio.

## Trabalhos históricos menores
Antes de compilar a sua história da Igreja, Eusébio trabalhou no martirológio do período primitivo e uma biografia de Pânfilo de Cesareia. O martirológio não foi conservado na íntegra, embora se tenha preservado quase na totalidade, em partes. Contém:
(1) uma epístola da congregação de Esmirna a respeito do martírio de Policarpo
(2) o martírio de Piónio;
(3) os martírios de Carpo, Papilo e Agatónica;
(4) o martirológio das congregações de Vienne e Lyon (actual França);
(5) o martírio de Apolônio de Roma.
Da vida de Pânfilo resta apenas um fragmento. Um trabalho sobre os mártires da palestina foi composto depois de 311. Um grande número de fragmentos encontram-se disseminados por vários catálogos de lendas, ainda por compilar. A Vida de Constantino foi compilada após a morte do imperador e a eleição do seu filho como um dos augustos (coimperadores romanos), em 337. É mais um panegírico, repleto de retórica, que uma biografia, mas é de grande valor histórico pelos documentos que incorpora.

## Apologias e obras dogmáticas
Aos trabalhos de cariz apologético ou dogmático pertencem:
(1) a "Apologia de Orígenes", cujos primeiros cinco livros terão sido escritos por Pânfilo de Cesareia, na prisão, assistido por Eusébio, segundo as palavras de Fótio. Eusébio escreveu o sexto livro após a morte de Pânfilo. Existe actualmente uma tradução em latim do primeiro livro, feita por Rufino de Aquileia.
(2) um tratado contra Hiérocles de Alexandria, (Governador romano e filósofo neoplatónico), no qual Eusébio rebateu a glorificação de Apolónio de Tiana feita por Hieróceles. O trabalho chamava-se "Discurso de Amor à Verdade" (em grego, Philalethes logos);
(3) e (4) duas importantes obras, relacionadas uma com a outra, conhecidas pelos nomes, em latim Praeparatio evangelica  e Demonstratio evangelica,, tentando a primeira provar a excelência do cristianismo sobre todas as religiões e filosofias pagãs. A Demonstratio consistia originalmente em vinte livros dos quais foram completamente preservados dez, além de um fragmento do décimo-quinto livro. Eusébio considerava-a como uma introdução à Cristandade para os pagãos. O trabalho foi terminado, provavelmente, antes de 311.
(5) noutro texto, com origem no período das perseguições, intitulado "Excertos Proféticos" (Eklogai prophetikai), discute em quatro livros os textos messiânicos das escrituras.
(6) o tratado "Da Manifestação Divina" (Peri theophaneias), escrito já posteriormente a estes, trata da encarnação do Logos Divino, sendo, em vários aspectos, idêntico à Demonstratio evangelica. Restam apenas fragmentos.
(7) o polémico tratado "Contra Marcelo", escrito cerca de 337;
(8) um suplemento ao trabalho anterior, intitulado "Da Teologia da Igreja", onde defende a doutrina nicena do Logos, contra o partido de Atanásio.
Um número vasto de escritos pertencendo a esta categoria estão, até a data, completamente perdidos.

## Obras exegéticas e outras
Dos trabalhos exegéticos de Eusébio nada nos chegou na sua forma original. Os chamados "comentários" baseiam-se em manuscritos posteriores copiados dessa série (catenae) de escritos. Um trabalho mais completo, de natureza exegética, preservado apenas em fragmentos, intitula-se "Das Diferenças dos Evangelhos" e foi escrito com o intuito de harmonizar as contradições nos relatos dos diferentes evangelistas. Foi também com propósitos exegéticos que Eusébio escreveu os seus tratados de arqueologia bíblica:
(1) uma obra sobre os equivalentes, em grego, dos nomes de família hebreus.
(2) uma descrição da antiga Judeia, com uma relação da distribuição das dez tribos.
(3) uma planta de Jerusalém e do Templo de Salomão.
Estes três tratados estão perdidos. Uma obra intitulada "Sobre os Nomes dos Lugares nas Escrituras Sagradas" sobreviveu até nós.
Há, ainda, que fazer menção de discursos e sermões, alguns deles preservados até hoje, como é exemplo um sermão para a consagração da Igreja de Tiro, e um discurso para o trigésimo aniversário do reinado de Constantino (336). Das cartas de Eusébio, restam apenas alguns fragmentos.

## Comentários a respeito de Eusébio

### A sua doutrina
Do ponto de vista dogmático, Eusébio apoia-se totalmente em Orígenes. Tal como este teólogo, partiu da ideia fundamental da soberania absoluta (monarchia) de Deus. Deus é a causa de todos os seres. Mas não é, meramente, uma causa; Nele, tudo o que é bom está incluído; Dele, toda a Vida é originada; e é a origem de toda a Virtude. É o Deus Supremo, ao qual, Cristo está sujeito como Deus segundo (secundário). Deus enviou Cristo para o Mundo para que este participasse das Graças incluídas na essência divina. Cristo é a única criatura realmente boa, possuindo a imagem de Deus, e sendo um raio de eterna luz; esta comparação com o raio de luz é, no entanto, de tal forma limitada que Eusébio necessita de, expressamente, enfatizar a auto-existência de Jesus.
Eusébio tenta, assim, enfatizar a diferença das Pessoas da Trindade, mantendo a subordinação de Jesus a Deus (Eusébio nunca aplica a Jesus o termo theos) porque, segundo ele, tudo o que é defendido para além disso é suspeito de politeísmo ou de Sabelianismo. Crê que Jesus é uma criatura de Deus cuja geração ocorreu antes do Tempo. Jesus é, pela sua actividade, o órgão de Deus, o criador da vida, o princípio de todas as revelações divinas, que, no seu carácter absoluto é entronado sobre toda a criação. Este Logos Divino assumiu um corpo humano sem que o seu Ser fosse em algo alterado. A relação do Espírito Santo com a Santíssima Trindade é explicada por Eusébio em termos similares à relação entre o Pai e o Filho. Nada do que é apresentado nesta doutrina é original de Eusébio, tudo remetendo para a teologia de Orígenes. A falta de originalidade de Eusébio revela-se no facto de nunca ter apresentado as suas próprias ideias de forma sistemática.